# Karel Dvořák (fotbalista)
Karel Dvořák (* 28. listopadu 1949 v Brně) je bývalý český fotbalový obránce, reprezentant Československa, mistr Evropy do 23 let z roku 1972. V sezoně 1976/77 zíkskal mistrovský titul s Duklou Praha, v sezoně 1977/78 získal mistrovský titul se Zbrojovkou Brno.
Jeho mladší bratr Jiří Dvořák si také zahrál nejvyšší soutěž za Duklu Praha a Zbrojovku Brno.

## Fotbalová kariéra
Začínal ve Žďáru nad Sázavou, v roce 1968/69 narukoval do divizní (třetiligové) VTJ Dukla Sušice, odkud si jej stáhla AS Dukla Praha (1969–1977). S Duklou se stal vítězem Československého poháru 1968/69 (nastoupil v obou finálových utkáních proti TJ VCHZ Pardubice) a Mistrem republiky v sezoně 1976/77. Po získání titulu v Praze přestoupil do TJ Zbrojovka Brno (1977–1980), kde se hned v prvé sezoně 1977/78 radoval z dalšího titulu – tentokrát v rodném městě se Zbrojovkou. Vrcholovou kariéru ukončil pro potíže se zády na podzim 1980. V lize odehrál celkem 287 utkání a dal 16 gólů (za Duklu 205/11, za Zbrojovku 82/5).
Potom se vrátil do mateřského oddílu TJ ŽĎAS Žďár nad Sázavou (1981–1984) a v sezoně 1983/84 se s ním probojoval do III. ligy. 

### Reprezentace
Za československou reprezentaci odehrál v letech 1972–1977 jedenáct utkání, jednou startoval v B-mužstvu, 4× za olympijský výběr (1 gól) a 21× v reprezentaci do 23 let (1 branka).

### Evropské poháry
Úhrnně si připsal 22 starty v evropských pohárech a 1 vstřelenou branku (PMEZ: 3/0 za Zbrojovku, PVP: 2/0 za Duklu, UEFA: 17/1; 11/0 za Zbrojovku, 6/1 za Duklu).

### Ligová bilance
| Ročník                                   | Zápasy | Góly | Minuty | Klub              |
| ---------------------------------------- | ------ | ---- | ------ | ----------------- |
| 1. československá fotbalová liga 1969/70 | 10     | 0    | 799    | AS Dukla Praha    |
| 1. československá fotbalová liga 1970/71 | 26     | 1    | 2 101  | AS Dukla Praha    |
| 1. československá fotbalová liga 1971/72 | 30     | 0    | 2 639  | AS Dukla Praha    |
| 1. československá fotbalová liga 1972/73 | 26     | 0    | 2 286  | AS Dukla Praha    |
| 1. československá fotbalová liga 1973/74 | 30     | 2    | 2 700  | AS Dukla Praha    |
| 1. československá fotbalová liga 1974/75 | 27     | 3    | 2 430  | AS Dukla Praha    |
| 1. československá fotbalová liga 1975/76 | 27     | 3    | 2 406  | AS Dukla Praha    |
| 1. československá fotbalová liga 1976/77 | 29     | 2    | 2 610  | ASVS Dukla Praha  |
| 1. československá fotbalová liga 1977/78 | 27     | 2    | 2 389  | TJ Zbrojovka Brno |
| 1. československá fotbalová liga 1978/79 | 22     | 2    | 1 885  | TJ Zbrojovka Brno |
| 1. československá fotbalová liga 1979/80 | 26     | 0    | 2 282  | TJ Zbrojovka Brno |
| 1. československá fotbalová liga 1980/81 | 7      | 1    | 609    | TJ Zbrojovka Brno |
| CELKEM 1. LIGA                           | 287    | 16   | 25 136 |                   |